# Ese Ukpeseraye

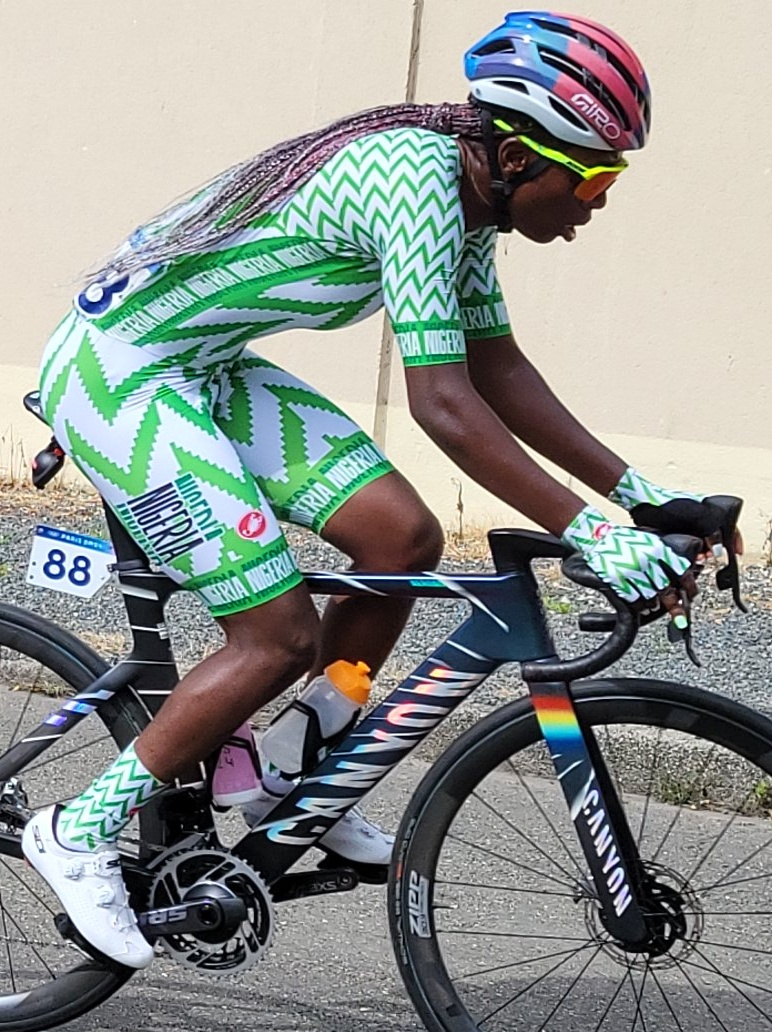
Ese Ukpeseraye im olympischen Straßenrennen 2024

Ese Lovina Ukpeseraye (* 21. März 1999 im Bundesstaat Delta) ist eine nigerianische Radrennfahrerin.

## Sportlicher Werdegang
Ukpeseraye verlor früh ihre Eltern. Sie begann im Alter von 13 Jahren mit dem Radsport und zeichnete sich wiederholt bei nationalen Sportfestivals aus, wo sie zahlreiche Medaillen gewann. 2016 wurde sie zu einem Lehrgang am Centre Mondial du Cyclisme in Aigle eingeladen.
International nahm sie erstmals 2018 an Afrikameisterschaften teil. Von 2020 bis 2023 holte sie bei den Afrika-Meisterschaften im Bahnradsport sieben Titelgewinne. Die beiden Siege im Teamsprint und in der Mannschaftsverfolgung 2021 bedeuteten zugleich die ersten nigerianischen Triumphe in der Geschichte dieser Meisterschaften. Ihr bislang bedeutendster Erfolg war der Gewinn des Straßenrennens bei den Afrikameisterschaften 2023 aus einer Ausreißergruppe heraus. Mit diesem Erfolg sicherte sie ihrem Land einen Startplatz bei den Olympischen Spielen 2024. Sie siegte zudem bei den nationalen Meisterschaften im Straßenrennen. Für 2024 wurde sie vom deutschen Nachwuchsteam Canyon SRAM Generation verpflichtet.
Außer bei Afrikameisterschaften vertrat Ukpeseraye ihr Land bei den Afrikaspielen 2019 und 2023, den Bahnradsport-Weltmeisterschaften 2021 und 2023 sowie den Straßenradsport-Weltmeisterschaften 2023. Bei den Olympischen Spielen 2024 war sie die einzige Radsportlerin Nigerias und trat im Straßenrennen sowie auf der Bahn im Sprint und Keirin an.

## Erfolge

### Straße
2023
 Afrikameisterin – Straßenrennen
 Nigerianische Meisterin – Straßenrennen
2024
 Afrikaspiele – Einzelzeitfahren
 Afrikaspiele – Straßenrennen

### Bahn
2020
 Afrikameisterschaften – Teamsprint (mit Oveh Ifeakan)
2021
 Afrikameisterin – Teamsprint (mit Tawakalt Yekeen und Oveh Ifeakan), Mannschaftsverfolgung (mit Mary Samuel, Tawakalt Yekeen und Grace Ayuba)
 Afrikameisterschaften – Sprint, Madison (mit Tawakalt Yekeen)
 Afrikameisterschaften – Keirin
2022
 Afrikameisterin – Zeitfahren, Keirin, Teamsprint (mit Tawakalt Yekeen und Grace Ayuba), Mannschaftsverfolgung (mit Mary Samuel, Tawakalt Yekeen und Treasure Coxson)
 Afrikameisterschaften – Madison (mit Tawakalt Yekeen)
2023
 Afrikameisterin – Zeitfahren
 Afrikameisterschaften – Mannschaftsverfolgung (mit Tombrapa Gladys Grikpa, Adejoke Durogbade und Tawakalt Yekeen)
 Afrikameisterschaften – Scratch, Keirin
2025
 Afrikameisterschaften – Sprint, Keirin, Teamsprint (mit Grace Ayuba und Mary Samuel), Mannschaftsverfolgung (mit Grace Ayuba, Mary Samuel und Patience Otuodung), Omnium
 Afrikameisterschaften – Zeitfahren